# Grand Prix Abu Zabi 2018
Grand Prix Abu Zabi 2018, oficjalnie Formula 1 2018 Etihad Airways Abu Dhabi Grand Prix – dwudziesta pierwsza eliminacja Mistrzostw Świata Formuły 1 w sezonie 2018. Grand Prix odbyło się w dniach 23–25 listopada 2018 roku na torze Yas Marina Circuit na wyspie Yas, Abu Zabi.

## Lista startowa
Źródło: Wyprzedź Mnie!
| Nr | Kierowca          | Zespół                           | Samochód                      | Silnik            | Opony |
| -- | ----------------- | -------------------------------- | ----------------------------- | ----------------- | ----- |
| 2  | Stoffel Vandoorne | McLaren F1 Team                  | McLaren MCL33                 | Renault 1.6T V6   | P     |
| 3  | Daniel Ricciardo  | Aston Martin Red Bull Racing     | Red Bull RB14                 | TAG Heuer 1.6T V6 | P     |
| 5  | Sebastian Vettel  | Scuderia Ferrari                 | Ferrari SF71H                 | Ferrari 1.6T V6   | P     |
| 7  | Kimi Räikkönen    | Scuderia Ferrari                 | Ferrari SF71H                 | Ferrari 1.6T V6   | P     |
| 8  | Romain Grosjean   | Haas F1 Team                     | Haas VF-18                    | Ferrari 1.6T V6   | P     |
| 9  | Marcus Ericsson   | Alfa Romeo Sauber F1 Team        | Sauber C37                    | Ferrari 1.6T V6   | P     |
| 10 | Pierre Gasly      | Red Bull Toro Rosso Honda        | Toro Rosso STR13              | Honda 1.6T V6     | P     |
| 11 | Sergio Pérez      | Racing Point Force India F1 Team | Force India VJM11             | Mercedes 1.6T V6  | P     |
| 14 | Fernando Alonso   | McLaren F1 Team                  | McLaren MCL33                 | Renault 1.6T V6   | P     |
| 16 | Charles Leclerc   | Alfa Romeo Sauber F1 Team        | Sauber C37                    | Ferrari 1.6T V6   | P     |
| 18 | Lance Stroll      | Williams Martini Racing          | Williams FW41                 | Mercedes 1.6T V6  | P     |
| 20 | Kevin Magnussen   | Haas F1 Team                     | Haas VF-18                    | Ferrari 1.6T V6   | P     |
| 27 | Nico Hülkenberg   | Renault Sport Formula One Team   | Renault R.S.18                | Renault 1.6T V6   | P     |
| 28 | Brendon Hartley   | Red Bull Toro Rosso Honda        | Toro Rosso STR13              | Honda 1.6T V6     | P     |
| 31 | Esteban Ocon      | Racing Point Force India F1 Team | Force India VJM11             | Mercedes 1.6T V6  | P     |
| 33 | Max Verstappen    | Aston Martin Red Bull Racing     | Red Bull RB14                 | TAG Heuer 1.6T V6 | P     |
| 35 | Siergiej Sirotkin | Williams Martini Racing          | Williams FW41                 | Mercedes 1.6T V6  | P     |
| 44 | Lewis Hamilton    | Mercedes AMG Petronas Motorsport | Mercedes AMG F1 W09 EQ Power+ | Mercedes 1.6T V6  | P     |
| 55 | Carlos Sainz Jr.  | Renault Sport Formula One Team   | Renault R.S.18                | Renault 1.6T V6   | P     |
| 77 | Valtteri Bottas   | Mercedes AMG Petronas Motorsport | Mercedes AMG F1 W09 EQ Power+ | Mercedes 1.6T V6  | P     |
| Nr | Kierowca          | Zespół                           | Samochód                      | Silnik            | Opony |

## Wyniki

### Sesje treningowe
Źródło: Wyprzedź Mnie
| Sesja | Nr | Kierowca        | Konstruktor | Czas     | Okr. |
| ----- | -- | --------------- | ----------- | -------- | ---- |
| 1     | 33 | Max Verstappen  | Red Bull    | 1:38,491 | 27   |
| 2     | 77 | Valtteri Bottas | Mercedes    | 1:37,236 | 37   |
| 3     | 44 | Lewis Hamilton  | Mercedes    | 1:37,176 | 17   |

### Kwalifikacje
Źródło: Wyprzedź Mnie
| Poz. | Nr | Kierowca          | Konstruktor | Q1       | Q2       | Q3       | Poz. s. |
| --- | --- | ----------------- | ----------- | -------- | -------- | -------- | ------- |
| 1 | 44 | Lewis Hamilton    | Mercedes    | 1:36,828 | 1:35,693 | 1:34,794 | 1       |
| 2 | 77 | Valtteri Bottas   | Mercedes    | 1:36,789 | 1:36,392 | 1:34,956 | 2       |
| 3 | 5 | Sebastian Vettel  | Ferrari     | 1:36,775 | 1:36,345 | 1:35,125 | 3       |
| 4 | 7 | Kimi Räikkönen    | Ferrari     | 1:37,010 | 1:36,735 | 1:35,365 | 4       |
| 5 | 3 | Daniel Ricciardo  | Red Bull    | 1:37,117 | 1:36,964 | 1:35,401 | 5       |
| 6 | 33 | Max Verstappen    | Red Bull    | 1:37,195 | 1:36,144 | 1:35,589 | 6       |
| 7 | 8 | Romain Grosjean   | Haas        | 1:37,575 | 1:36,732 | 1:36,192 | 7       |
| 8 | 16 | Charles Leclerc   | Sauber      | 1:37,124 | 1:36,580 | 1:36,237 | 8       |
| 9 | 31 | Esteban Ocon      | Force India | 1:36,936 | 1:36,815 | 1:36,540 | 9       |
| 10 | 27 | Nico Hülkenberg   | Renault     | 1:37,569 | 1:36,630 | 1:36,542 | 10      |
| 11 | 55 | Carlos Sainz Jr.  | Renault     | 1:37,757 | 1:36,982 |          | 11      |
| 12 | 9 | Marcus Ericsson   | Sauber      | 1:37,619 | 1:37,132 |          | 12      |
| 13 | 20 | Kevin Magnussen   | Haas        | 1:37,934 | 1:37,309 |          | 13      |
| 14 | 11 | Sergio Pérez      | Force India | 1:37,255 | 1:37,541 |          | 14      |
| 15 | 14 | Fernando Alonso   | McLaren     | 1:37,890 | 1:37,743 |          | 15      |
| 16 | 28 | Brendon Hartley   | Toro Rosso  | 1:37,994 |          |          | 16      |
| 17 | 10 | Pierre Gasly      | Toro Rosso  | 1:38,166 |          |          | 17      |
| 18 | 2 | Stoffel Vandoorne | McLaren     | 1:38,577 |          |          | 18      |
| 19 | 35 | Siergiej Sirotkin | Williams    | 1:38,635 |          |          | 19      |
| 20 | 18 | Lance Stroll      | Williams    | 1:38,682 |          |          | 20      |
| Poz. | Nr | Kierowca          | Konstruktor | Q1       | Q2       | Q3       | Poz. s. |
| \| Legenda \| Legenda \| \| ------------------------ \| ---------------------------------------------------------------------------------------------------------------------------------------------------------------------------------------------------------------------------------------------------------------- \| \| Poz. Nr Q1 Q2 Q3 Poz. s. \| Pozycja zajęta w sesji kwalifikacyjnej Numer startowy kierowcy Wynik uzyskany w pierwszej części kwalifikacji Wynik uzyskany w drugiej części kwalifikacji Wynik uzyskany w trzeciej części kwalifikacji Pozycja startowa po uwzględnięniu kar, przesunięć, itp. \| | |                   |             |          |          |          |         |
| Legenda | |                   |             |          |          |          |         |
| Poz. Nr Q1 Q2 Q3 Poz. s. | Pozycja zajęta w sesji kwalifikacyjnej Numer startowy kierowcy Wynik uzyskany w pierwszej części kwalifikacji Wynik uzyskany w drugiej części kwalifikacji Wynik uzyskany w trzeciej części kwalifikacji Pozycja startowa po uwzględnięniu kar, przesunięć, itp. |                   |             |          |          |          |         |

### Wyścig
Źródło: Wyprzedź Mnie!
| P                 | + / –     | Nr | Kierowca          | Konstruktor | Okr. | Czas / Strata | Komentarz            |
| ----------------- | --------- | -- | ----------------- | ----------- | ---- | ------------- | -------------------- |
| 1                 | Bez zmian | 44 | Lewis Hamilton    | Mercedes    | 55   | 1h39m40,382   |                      |
| 2                 | 1         | 5  | Sebastian Vettel  | Ferrari     | 55   | +0:02,581     |                      |
| 3                 | 3         | 33 | Max Verstappen    | Red Bull    | 55   | +0:12,706     |                      |
| 4                 | 1         | 3  | Daniel Ricciardo  | Red Bull    | 55   | +0:15,379     |                      |
| 5                 | 3         | 77 | Valtteri Bottas   | Mercedes    | 55   | +0:47,957     |                      |
| 6                 | 5         | 55 | Carlos Sainz Jr.  | Renault     | 55   | +1:12,548     |                      |
| 7                 | 1         | 16 | Charles Leclerc   | Sauber      | 55   | +1:30,789     |                      |
| 8                 | 6         | 11 | Sergio Pérez      | Force India | 55   | +1:31,275     |                      |
| 9                 | 2         | 8  | Romain Grosjean   | Haas        | 54   | +1 okr.       |                      |
| 10                | 3         | 20 | Kevin Magnussen   | Haas        | 54   | +1 okr.       |                      |
| 11                | 4         | 14 | Fernando Alonso   | McLaren     | 54   | +1 okr.       | [ a ]                |
| 12                | 4         | 28 | Brendon Hartley   | Toro Rosso  | 54   | +1 okr.       |                      |
| 13                | 7         | 18 | Lance Stroll      | Williams    | 54   | +1 okr.       |                      |
| 14                | 4         | 2  | Stoffel Vandoorne | McLaren     | 54   | +1 okr.       |                      |
| 15                | 4         | 35 | Siergiej Sirotkin | Williams    | 54   | +1 okr.       |                      |
| Niesklasyfikowani |           |    |                   |             |      |               |                      |
|                   |           | 10 | Pierre Gasly      | Toro Rosso  | 46   | +9 okr.       | jednostka napędowa   |
|                   |           | 31 | Esteban Ocon      | Force India | 44   | +11 okr.      | wyciek oleju         |
|                   |           | 9  | Marcus Ericsson   | Sauber      | 24   | +31 okr.      | jednostka napędowa   |
|                   |           | 7  | Kimi Räikkönen    | Ferrari     | 6    | +49 okr.      | elektryka            |
|                   |           | 27 | Nico Hülkenberg   | Renault     | 0    | +55 okr.      | kolizja z Grosjeanem |
| P                 | + / –     | Nr | Kierowca          | Konstruktor | Okr. | Czas / Strata | Komentarz            |

Uwagi
1. ↑  Fernando Alonso został ukarany 5-sekundową karą czasową za opuszczenie toru i zyskanie dzięki temu przewagi.
2. ↑  Esteban Ocon został ukarany 5-sekundową karą czasową za opuszczenie toru i zyskanie dzięki temu przewagi.

### Najszybsze okrążenie
Źródło: Wyprzedź Mnie!
| Nr | Kierowca         | Konstruktor | Czas     | Okr. |
| -- | ---------------- | ----------- | -------- | ---- |
| 5  | Sebastian Vettel | Ferrari     | 1:40,867 | 54   |

### Prowadzenie w wyścigu
| Nr                              | Kierowca         | Konstruktor | Okrążenia  | Suma |
| ------------------------------- | ---------------- | ----------- | ---------- | ---- |
| 44                              | Lewis Hamilton   | Mercedes    | 1-7, 34-55 | 29   |
| 77                              | Valtteri Bottas  | Mercedes    | 8-16       | 9    |
| 3                               | Daniel Ricciardo | Red Bull    | 17-33      | 17   |
| \| Wykres \| \| ------ \| \| \| |                  |             |            |      |
| Źródło: racing-reference.info   |                  |             |            |      |
| Wykres                          |                  |             |            |      |
|                                 |                  |             |            |      |

## Klasyfikacja po wyścigu

### Kierowcy
| P  | +/− | Kierowca          | Starty | Punkty | P1 | P2 | P3 | PP | NO | NS |
| -- | --- | ----------------- | ------ | ------ | -- | -- | -- | -- | -- | -- |
| 1  | 0   | Lewis Hamilton    | 21     | 408    | 11 | 3  | 3  | 11 | 3  | 1  |
| 2  | 0   | Sebastian Vettel  | 21     | 320    | 5  | 4  | 3  | 5  | 3  | 1  |
| 3  | 0   | Kimi Räikkönen    | 21     | 251    | 1  | 3  | 8  | 1  | 1  | 4  |
| 4  | +1  | Max Verstappen    | 21     | 249    | 2  | 5  | 4  | –  | 2  | 3  |
| 5  | −1  | Valtteri Bottas   | 21     | 247    | –  | 7  | 1  | 2  | 7  | 1  |
| 6  | 0   | Daniel Ricciardo  | 21     | 170    | 2  | –  | –  | 2  | 4  | 8  |
| 7  | 0   | Nico Hülkenberg   | 21     | 69     | –  | –  | –  | –  | –  | 7  |
| 8  | 0   | Sergio Pérez      | 21     | 62     | –  | –  | 1  | –  | –  | 2  |
| 9  | 0   | Kevin Magnussen   | 21     | 56     | –  | –  | –  | –  | 1  | 3  |
| 10 | +2  | Carlos Sainz Jr.  | 21     | 53     | –  | –  | –  | –  | –  | 2  |
| 11 | −1  | Fernando Alonso   | 21     | 50     | –  | –  | –  | –  | –  | 6  |
| 12 | −1  | Esteban Ocon      | 21     | 49     | –  | –  | –  | –  | –  | 6  |
| 13 | +1  | Charles Leclerc   | 21     | 39     | –  | –  | –  | –  | –  | 5  |
| 14 | −1  | Romain Grosjean   | 21     | 37     | –  | –  | –  | –  | –  | 6  |
| 15 | 0   | Pierre Gasly      | 21     | 29     | –  | –  | –  | –  | –  | 5  |
| 16 | 0   | Stoffel Vandoorne | 21     | 12     | –  | –  | –  | –  | –  | 2  |
| 17 | 0   | Marcus Ericsson   | 21     | 9      | –  | –  | –  | –  | –  | 4  |
| 18 | 0   | Lance Stroll      | 21     | 6      | –  | –  | –  | –  | –  | 2  |
| 19 | 0   | Brendon Hartley   | 21     | 4      | –  | –  | –  | –  | –  | 5  |
| 20 | 0   | Siergiej Sirotkin | 21     | 1      | –  | –  | –  | –  | –  | 3  |
| P  | +/− | Kierowca          | Starty | Punkty | P1 | P2 | P3 | PP | NO | NS |

### Konstruktorzy
| P  | +/− | Konstruktor               | Starty | Punkty   | P1 | P2 | P3 | PP | NO | NS |
| -- | --- | ------------------------- | ------ | -------- | -- | -- | -- | -- | -- | -- |
| 1  | 0   | Mercedes                  | 42     | 655      | 11 | 10 | 4  | 13 | 10 | 2  |
| 2  | 0   | Ferrari                   | 42     | 571      | 6  | 7  | 11 | 6  | 4  | 5  |
| 3  | 0   | Red Bull Racing-TAG Heuer | 42     | 419      | 4  | 4  | 5  | 2  | 6  | 11 |
| 4  | 0   | Renault                   | 42     | 122      | –  | –  | –  | –  | –  | 9  |
| 5  | 0   | Haas-Ferrari              | 42     | 93       | –  | –  | –  | –  | 1  | 9  |
| 6  | 0   | McLaren-Renault           | 42     | 62       | –  | –  | –  | –  | –  | 8  |
| 7  | 0   | Force India-Mercedes      | 42     | 52 (59†) | –  | –  | 1  | –  | –  | 8  |
| 8  | 0   | Sauber-Ferrari            | 42     | 48       | –  | –  | –  | –  | –  | 9  |
| 9  | 0   | Scuderia Toro Rosso-Honda | 42     | 33       | –  | –  | –  | –  | –  | 10 |
| 10 | 0   | Williams-Mercedes         | 42     | 7        | –  | –  | –  | –  | –  | 5  |
| P  | +/− | Konstruktor               | Starty | Punkty   | P1 | P2 | P3 | PP | NO | NS |

† – Przed Grand Prix Belgii ze względu na anulowanie dotychczasowego zgłoszenia i startowanie z nowym, zespół stracił punkty w klasyfikacji konstruktorów.